# Alberto Pelagotti
Alberto Pelagotti (Empoli, 3 de setembro de 1989) é um futebolista profissional italiano que atua como goleiro.

## Carreira
Alberto Pelagotti começou a carreira no Empoli.